# Минеръл (окръг, Невада)
Вижте пояснителната страница за други значения на Минеръл.
Окръг Минеръл (на английски: Mineral County) е окръг в щата Невада, Съединени американски щати. Площта му е km², а населението – 4449 души (2016). Административен център е град Хоторн.